# Церковь Вознесения (Рыльск)
Церковь Вознесения — приходской храм Курской епархии Русской православной церкви в городе Рыльске Курской области, построенный во второй половине XIX века. Здание церкви является выявленным объектом культурного наследия и находится под охраной государства. В настоящее время храм действует, ведутся богослужения.

## История храма
В 1866 году было возведено настоящее здание Вознесенской церкви в городе Рыльске, хотя храм посвящённый важному православному празднику существовал и до этого события. Купцы Иван Стефанович Деменков и Никифор Гаврилович Каменев на проценты со вклада коммерции и на пожертвования других благотворителей начали строительство уникального для небольшого города храма. Центральный престол был освящен во имя Вознесения Господня, что и определяло название всему храму, а боковые были во имя Знамения Божьей Матери и святого великомученика Никиты.

## Архитектура
Архитектура храма Вознесения отличает его от других церквей и выделяет на фоне городских построек. Его основание устроено в виде корпуса, по образу ковчега. Семиглавый храм величествен и достопримечателен со всех сторон. Иконостас внутри церкви был сооружён из кирпича и облицован резными деревянными наличниками, карнизами, поясками, полуколонами. Позолотой были покрыты царские врата с головами ангелов. Клирос в западной стороне храма был также разукрашен резными наличниками.
Здание было оштукатурено и окрашено известью в белый цвет. Луженая сталь покрывала крышу и купола, которые были отлиты цветом темного серебра. На куполах были установлены золоченные луковки и кресты.

## Современное состояние храма
В тридцатых годах XX века Вознесенский храм использовали под склад горкомхоза. В 1942 году, с разрешения немецких оккупационных властей, храм стали восстанавливать. Были произведены ремонтные работы, отремонтированы полы, иконостас, алтарь. Роспись на стенах была обтёрта, поэтому произвели окраску стен. Богослужения проходили до марта 1943 года, когда Советские войска освободили город Рыльск. После в храме были разобрали деревянные полы, сорваны наличники и царские врата алтаря. Храм снова отдали под склад стройматериалов, а для удобства сделали широкий пролом в ограде для лучшего подъезда с северной стороны.
В 1985 году вновь начались реставрационные ремонтные работы. Была покрыта крыша и произведён частичный ремонт штукатурки фасада. Храм было решено использовать под галерею картин. При реконструкции планировалось демонтировать кирпичный алтарь, переделать притвор, а колокольню использовать под склад.
В октябре 1990 года храм бал передан Русской православной церкви. С 1991 года здесь возобновились Богослужения. Стали производить строительные работы и восстанавливать здание по первоисточникам. Центральный и боковые приделы храма вновь приобрели роспись. Заменены купола, которые изготовлены и доставлены из города Волгодонска. В 2000 году был установлен гипсовый иконостас, который после был покрыт сусальным золотом. В декабре 2007 года был проведён чин освещения храма Высокопреосвященнейшим Германом Архиепископом Курским и Рыльским.
С сентября 1991 года при церкви действует церковно–приходская школа.